# 武侠世界
『武侠世界』（ぶきょうせかい）は、1911年から1919年にかけて興文社（後に武侠世界社）から発行された、日本の少年向け雑誌である。

## 歴史
博文館発行の『冒険世界』で主筆を務めていた作家・編集者の押川春浪が、1911年の野球害毒論争をきっかけに博文館上層部と対立し、博文館を退社して創刊した（その後の「冒険世界」は阿武天風が主筆を務めた）。
『武侠世界』は押川春浪をはじめ、飛田穂洲、針重敬喜といった天狗倶楽部のメンバーが寄稿し、『冒険世界』の編集方針を引き継いで冒険小説だけでなく野球や相撲の記事を掲載した。
1914年11月16日に押川春浪が病死して以降は、針重が武侠世界社の社主・主筆を務め、翌1915年2月号は春浪追悼文集となった。
1915年春には東京の中等学校野球部を集めて東京府下大会を主催し、早稲田実業学校が優勝。これがのちに発展して、全国高等学校野球選手権東京大会となった。